# Go Soeda
Go Soeda (japonsky: 添田豪; narozený 5. září 1984, Fudžisawa) je japonský profesionální tenista. Ve své dosavadní kariéře na okruhu ATP World Tour nevyhrál žádný turnaj. Na challengerech ATP získal k září 2011 devět titulů ve dvouhře.
Na žebříčku ATP byl nejvýše ve dvouhře klasifikován v dubnu 2011 na 90. místě a ve čtyřhře pak v listopadu 2008 na 271. místě. K roku 2011 jej trénoval Davide Sanguinetti.
Na Asijských hrách 2006 získal stříbrnou medaili v družstvech a bronzovou ve dvouhře, v roce 2010 pak z obou soutěží přivezl bronz.
Na juniorském světovém žebříčku ITF byl nejvýše klasifikován v roce 2002 na 20. příčce ve dvouhře a 43. pozici ve čtyřhře.

## Finálové účasti na turnajích okruhů ATP

### Dvouhra
| Legenda                     |
| --------------------------- |
| Grand Slam                  |
| Turnaj mistrů               |
| ATP World Tour Masters 1000 |
| ATP World Tour 500 Series   |
| ATP World Tour 250 Series   |
| ATP Challenger Tour (9)     |

#### Vítěz (9)
| Č. | Datum              | Turnaj      | Povrch      | Finalista          | Výsledek      |
| -- | ------------------ | ----------- | ----------- | ------------------ | ------------- |
| 1. | 13. srpna 2007     | Manta       | tvrdý       | Eduardo Schwank    | 6–4, 6–2      |
| 2. | 3. března 2008     | Kjóto       | koberec (h) | Matthias Bachinger | 7–6, 2–6, 6–4 |
| 3. | 14. dubna 2008     | Busan       | tvrdý       | Lu Jan-sun         | 6–2, ret.     |
| 4. | 19. května 2008    | Nové Dillí  | tvrdý       | Jan-sun Lu         | 6–3, 3–6, 6–4 |
| 5. | 24. listopadu 2008 | Toyota City | koberec     | Hyung-Taik Lee     | 6–2, 7–6(9–7) |
| 6. | 12. října 2009     | Tiburon     | koberec     | Ilija Bozoljac     | 3–6, 6–3, 6–2 |
| 7. | 1. května 2010     | Manta       | tvrdý       | Ryler DeHeart      | 7–6(7–5), 6–2 |
| 8. | March 27, 2011     | Pingguo     | tvrdý       | Matthias Bachinger | 6–4, 7–5      |
| 9. | 27. března 2011    | Wuhaj       | tvrdý       | Raven Klaasen      | 7–5, 6–4      |